# Rudolf Jelínek
Rudolf Jelínek (Kutná Hora, 27 febbraio 1935 – Česká Lípa, 10 agosto 2024) è stato un attore e doppiatore ceco.

## Biografia
Recitò in più di 122 lungometraggi e film televisivi tra il 1955 e il 2016 e partecipò al doppiaggio di oltre 60 film e serie televisive. Interpretò uno dei suoi ruoli più famosi nella serie televisiva Trenta casi del maggiore Zeman. Nel 2015 gli fu conferita la cittadinanza onoraria di Kutná Hora.

## Vita privata
Con Jarmila Hlavatá, sua prima moglie, ebbe due figli. Sposò in seconde nozze la fantina Martina Růžičková-Jelínková.

## Filmografia

### Cinema
- Páté kolo u vozu - regia di Bořivoj Zeman (1957)
- Král Šumavy - regia di Karel Kachyňa (1959)
- Il barone di Munchausen (Baron Prášil) - regia di Karel Zeman (1962)
- Atentát - regia di Jiří Sequens (1964)
- Maratón - regia di Ivo Novák (1968)
- Il ponte di Remagen  (The Bridge at Remagen) - regia di John Guillermin (1969)
- Sokolovo - regia di Otakar Vávra (1974)
- Princ a Večernice - regia di Václav Vorlíček (1979)
- Front v tylu vraga - regia di Igor' Aronovič Gostev (1981)
- Zelená vlna - regia di Václav Vorlíček (1982)
- The Zookeeper - regia di Ralph Ziman (2001)
- Ho servito il re d'Inghilterra (Obsluhoval jsem anglického krále) - regia di Jiří Menzel (2006)